# NTK-62
La Sumitomo NTK-62 (62式7.62mm機関銃, Rokuni-shiki Nana-ten-rokuni-miri Kikanjū) est une mitrailleuse, utilisée dans les forces japonaises d'autodéfense sous le nom de Type 62. Bien que la FN Minimi l'a largement remplacé,, elle garde son rôle de mitrailleuse sur véhicule.
Comme la majorité des armes japonaises contemporaines, la mitrailleuse n'a jamais été exportée.

## Histoire
En remplacement de la mitrailleuse Browning M1919A4, La société Sumitomo produit la NTK-62, conçue par l'équipe de Masaya Kawamura de la société Nittoku Metal Industry (NTK). Le développement commence en 1954, et l'arme est finie en 1962, ce qui lui vaut la désignation 62. L'arme est officiellement entrée en service le 15 février 1962.

## Description
La NTK-62 est une mitrailleuse à emprunt de gaz, chambrée pour le calibre 7,62 OTAN, et alimentée par des bandes de cartouches auto-destructrices,.

## Version Type 74
Une version nommée Type 74 doublant la vitesse de tir et d'un poids de 20,4 kg est utilisé comme arme fixe depuis les années 1970 de nombreux types de véhicules blindés japonais ainsi que, au début du XXIe siècle, des hélicoptères de la marine japonaise Mitsubishi H-60.